# Винк, Мари
Мари Винк (нидерл. Marie Vinck; род. 3 января 1983, Вилрейк, Фламандский регион) — бельгийская актриса.

## Биография
Мари Винк родилась 3 января 1983 года в Антверпене, Бельгия.
Начала сниматься в 1993 году в возрасте 10 лет во фламандском телесериале «Мама, почему мы живём?», где мать Мари Хильде Ван Мигхем исполнила главную роль. В 1998 году она снова снялась вместе с матерью в голландско-бельгийском фильме «Игра с одуванчиками».
Мари дублировала по-фламандски Гермиону Грейнджер в фильмах о Гарри Поттере.
В 2005 году организация European Film Promotion за роль в фильме «Поцелуй» назвала Мари Винк самой перспективной молодой актрисой Бельгии и одной из лучших в Европе. Престижная награда Shooting Star была вручена ей в рамках Берлинского кинофестиваля. За эту роль актриса также была удостоена приза итальянского фестиваля EuropaCinema и премии Жозефа Плато лучшей бельгийской актрисе.
В 2006 году она изучала драматическое искусство в антверпенской студии Германа Тейрлинка.
В 2011 году она была номинирована на премию кинофестиваля в Остенде в категории «Лучшая актриса второго плана» за роль в фильме «Дыхание».
В настоящее время Мари живёт в родном Антверпене. Она состоит в отношениях с актёром Стефом Артсом, который младше Мари на 4 года.

## Избранная фильмография
| Год       |   | Русское название     | Оригинальное название | Роль                |
| --------- | - | -------------------- | --------------------- | ------------------- |
| 2004      | ф | Поцелуй              | De kus                | Сара Ленертс        |
| 2009—2011 | с | Роденбурги           | De Rodenburgs         | Мэри-Клэр Роденбург |
| 2010      | ф | Дыхание              | Adem                  | Аннелин             |
| 2012—2013 | с | Волки                | Wolven                | София Белен         |
| 2017—2018 | с | Тринадцать заповедей | 13 Geboden            | Викки               |
| 2021      | ф | Император            | Emperor               | Мария               |